# Olympique Gymnaste Club de Nice 1957-1958
Questa voce raccoglie le informazioni riguardanti l'Olympique Gymnaste Club de Nice nelle competizioni ufficiali della stagione 1957-1958.

## Maglie
| Manica sinistra · Manica sinistra · Maglietta · Maglietta · Manica destra · Manica destra · Pantaloncini · Calzettoni |

## Rosa
| N. |                      | Ruolo | Calciatore        |
| -- | -------------------- | ----- | ----------------- |
|    | Francia (bandiera)   | P     | Georges Lamia     |
|    | Francia (bandiera)   | D     | André Chorda      |
|    | Francia (bandiera)   | D     | Alain Cornu       |
|    | Argentina (bandiera) | D     | Pancho González   |
|    | Francia (bandiera)   | D     | Alphonse Martínez |
|    | Italia (bandiera)    | D     | Aleardo Nani      |
|    | Francia (bandiera)   | C     | Christian Amand   |
|    | Francia (bandiera)   | C     | Koczur Ferry      |
|    | Francia (bandiera)   | C     | François Milazzo  |

| N. |                        | Ruolo | Calciatore       |
| -- | ---------------------- | ----- | ---------------- |
|    | Francia (bandiera)     | C     | Vincent Scanella |
|    | Ungheria (bandiera)    | C     | Joseph Ujlaki    |
|    | Francia (bandiera)     | A     | Jean-Pierre Alba |
|    | Francia (bandiera)     | A     | Jacques Faivre   |
|    | Francia (bandiera)     | A     | Jacques Foix     |
|    | Francia (bandiera)     | A     | Omar Keita       |
|    | Argentina (bandiera)   | A     | Alberto Muro     |
|    | Lussemburgo (bandiera) | A     | Vic Nurenberg    |